# Liste der Nummer-eins-Hits in Portugal (2020)
Diese Liste der Nummer-eins-Hits in Portugal im Jahr 2020 basiert auf den offiziellen Singlecharts (Top 100 Singles) und Albumcharts (Top 50 Artistas) der Associação Fonográfica Portuguesa (AFP), der portugiesischen Landesgruppe der IFPI.

## Singles
| ← 2019 ← | Liste der Nummer-eins-Hits in Portugal | Liste der Nummer-eins-Hits in Portugal         | Liste der Nummer-eins-Hits in Portugal | 2021 →                    |
| \| Zeitraum \| Wo. ges. \| Interpret \| Titel Autor(en) \| Zusätzliche Informationen \| \| (Zeitraum, Wochen auf Platz eins, Interpret, Titel, Autor[en], zusätzliche Informationen) \| \| \| \| \| \| ----------------------------------------------------------------------------------------- \| -------- \| ---------------------------------------------- \| ----------------------------------------------------------------------------------------------------------------------------------------------------------------------------------------------------------------------------- \| ------------------------- \| \| 49. Woche 2019 – 4. Woche 2020 8 Wochen \| 8 \| Piruka feat. Bluay \| Louco \| – \| \| 5.–8. Woche 4 Wochen \| 4 \| Giulia Be \| Menina solta \| – \| \| 9. Woche 1 Woche (insgesamt 7) \| 7 \| The Weeknd \| Blinding Lights Ahmad Balshe, Oscar Thomas Holter, Max Martin, Jason Matthew Quenneville, Abel Tesfaye \| – \| \| 10. Woche 1 Woche \| 1 \| Wet Bed Gang \| La bella mafia \| – \| \| 11.–15. Woche 5 Wochen (insgesamt 7) \| 7 \| The Weeknd \| Blinding Lights Ahmad Balshe, Oscar Thomas Holter, Max Martin, Jason Matthew Quenneville, Abel Tesfaye \| – \| \| 16.–17. Woche 2 Wochen (insgesamt 6) \| 6 \| Drake \| Toosie Slide Aubrey Graham, Ozan Yildirim \| – \| \| 18. Woche 1 Woche \| 1 \| Travis Scott & Kid Cudi \| The Scotts Jacques Webster, Patrick Reynolds, Scott Ramon Seguro Mescudi, David Biral, Denzel Michael Akil Baptiste, Oladipo Omishore, Mike Dean \| – \| \| 19.–21. Woche 3 Wochen (insgesamt 6) \| 6 \| Drake \| Toosie Slide Aubrey Graham, Ozan Yildirim \| – \| \| 22. Woche 1 Woche (insgesamt 7) \| 7 \| The Weeknd \| Blinding Lights Ahmad Balshe, Oscar Thomas Holter, Max Martin, Jason Matthew Quenneville, Abel Tesfaye \| – \| \| 23. Woche 1 Woche (insgesamt 6) \| 6 \| Drake \| Toosie Slide Aubrey Graham, Ozan Yildirim \| – \| \| 24.–26. Woche 3 Wochen \| 3 \| Topic feat. A7S \| Breaking Me Molly Irvine, Rene Miller, Alexander Tidebrink, Tobias Topic \| – \| \| 27.–33. Woche 7 Wochen \| 7 \| DaBaby feat. Roddy Ricch \| Rockstar \| – \| \| 34. Woche 1 Woche \| 1 \| Harry Styles \| Watermelon Sugar \| – \| \| 35.–37. Woche 3 Wochen \| 3 \| Pop Smoke feat. Lil Tjay \| Mood Swings \| – \| \| 38. Woche 1 Woche \| 1 \| Wuant \| Melhor ou pior \| – \| \| 39.–40. Woche 2 Wochen \| 2 \| 24kGoldn feat. Iann Dior \| Mood Golden Von Jones, Michael Olmo, Keegan Bach, Omer Fedi, Blake Slatkin \| – \| \| 41.–43. Woche 3 Wochen (insgesamt 4) \| 4 \| Internet Money & Gunna feat. Don Toliver & Nav \| Lemonade Navraj Goraya, Donny Flores, Alec Wigdahl, Sergio Kitchens, Donell Undrey Toliver, Henry Nichols, Elias Latrou, John Lathrop Mitchell, Daniel Desir, Jocelyn Andriene Donald, Danny Lee Snodgrass Jr., Nicholas Mira \| – \| \| 44. Woche 1 Woche (insgesamt 9) \| 9 \| Yuri Nr5 \| São Paulo \| – \| \| 45. Woche 1 Woche (insgesamt 4) \| 4 \| Internet Money & Gunna feat. Don Toliver & Nav \| Lemonade Navraj Goraya, Donny Flores, Alec Wigdahl, Sergio Kitchens, Donell Undrey Toliver, Henry Nichols, Elias Latrou, John Lathrop Mitchell, Daniel Desir, Jocelyn Andriene Donald, Danny Lee Snodgrass Jr., Nicholas Mira \| – \| \| 46.–51. Woche 6 Wochen (insgesamt 9) \| 9 \| Yuri Nr5 \| São Paulo \| – \| \| 52. Woche 1 Woche (insgesamt 5) \| 5 \| Mariah Carey \| All I Want for Christmas Is You Walter N. Afanasieff, Mariah Carey \| – \| \| 53. Woche 2020 – 1. Woche 2021 2 Wochen (insgesamt 9) \| 9 \| Yuri Nr5 \| São Paulo \| – \| |                                        |                                                | |                           |
| ← 2019 |                                        |                                                | | → 2021 →                  |
| Zeitraum | Wo. ges.                               | Interpret                                      | Titel Autor(en) | Zusätzliche Informationen |
| (Zeitraum, Wochen auf Platz eins, Interpret, Titel, Autor[en], zusätzliche Informationen) |                                        |                                                | |                           |
| 49. Woche 2019 – 4. Woche 2020 8 Wochen | 8                                      | Piruka feat. Bluay                             | Louco | –                         |
| 5.–8. Woche 4 Wochen | 4                                      | Giulia Be                                      | Menina solta | –                         |
| 9. Woche 1 Woche (insgesamt 7) | 7                                      | The Weeknd                                     | Blinding Lights Ahmad Balshe, Oscar Thomas Holter, Max Martin, Jason Matthew Quenneville, Abel Tesfaye | –                         |
| 10. Woche 1 Woche | 1                                      | Wet Bed Gang                                   | La bella mafia | –                         |
| 11.–15. Woche 5 Wochen (insgesamt 7) | 7                                      | The Weeknd                                     | Blinding Lights Ahmad Balshe, Oscar Thomas Holter, Max Martin, Jason Matthew Quenneville, Abel Tesfaye | –                         |
| 16.–17. Woche 2 Wochen (insgesamt 6) | 6                                      | Drake                                          | Toosie Slide Aubrey Graham, Ozan Yildirim | –                         |
| 18. Woche 1 Woche | 1                                      | Travis Scott & Kid Cudi                        | The Scotts Jacques Webster, Patrick Reynolds, Scott Ramon Seguro Mescudi, David Biral, Denzel Michael Akil Baptiste, Oladipo Omishore, Mike Dean                                                                              | –                         |
| 19.–21. Woche 3 Wochen (insgesamt 6) | 6                                      | Drake                                          | Toosie Slide Aubrey Graham, Ozan Yildirim | –                         |
| 22. Woche 1 Woche (insgesamt 7) | 7                                      | The Weeknd                                     | Blinding Lights Ahmad Balshe, Oscar Thomas Holter, Max Martin, Jason Matthew Quenneville, Abel Tesfaye | –                         |
| 23. Woche 1 Woche (insgesamt 6) | 6                                      | Drake                                          | Toosie Slide Aubrey Graham, Ozan Yildirim | –                         |
| 24.–26. Woche 3 Wochen | 3                                      | Topic feat. A7S                                | Breaking Me Molly Irvine, Rene Miller, Alexander Tidebrink, Tobias Topic | –                         |
| 27.–33. Woche 7 Wochen | 7                                      | DaBaby feat. Roddy Ricch                       | Rockstar | –                         |
| 34. Woche 1 Woche | 1                                      | Harry Styles                                   | Watermelon Sugar | –                         |
| 35.–37. Woche 3 Wochen | 3                                      | Pop Smoke feat. Lil Tjay                       | Mood Swings | –                         |
| 38. Woche 1 Woche | 1                                      | Wuant                                          | Melhor ou pior | –                         |
| 39.–40. Woche 2 Wochen | 2                                      | 24kGoldn feat. Iann Dior                       | Mood Golden Von Jones, Michael Olmo, Keegan Bach, Omer Fedi, Blake Slatkin | –                         |
| 41.–43. Woche 3 Wochen (insgesamt 4) | 4                                      | Internet Money & Gunna feat. Don Toliver & Nav | Lemonade Navraj Goraya, Donny Flores, Alec Wigdahl, Sergio Kitchens, Donell Undrey Toliver, Henry Nichols, Elias Latrou, John Lathrop Mitchell, Daniel Desir, Jocelyn Andriene Donald, Danny Lee Snodgrass Jr., Nicholas Mira | –                         |
| 44. Woche 1 Woche (insgesamt 9) | 9                                      | Yuri Nr5                                       | São Paulo | –                         |
| 45. Woche 1 Woche (insgesamt 4) | 4                                      | Internet Money & Gunna feat. Don Toliver & Nav | Lemonade Navraj Goraya, Donny Flores, Alec Wigdahl, Sergio Kitchens, Donell Undrey Toliver, Henry Nichols, Elias Latrou, John Lathrop Mitchell, Daniel Desir, Jocelyn Andriene Donald, Danny Lee Snodgrass Jr., Nicholas Mira | –                         |
| 46.–51. Woche 6 Wochen (insgesamt 9) | 9                                      | Yuri Nr5                                       | São Paulo | –                         |
| 52. Woche 1 Woche (insgesamt 5) | 5                                      | Mariah Carey                                   | All I Want for Christmas Is You Walter N. Afanasieff, Mariah Carey | –                         |
| 53. Woche 2020 – 1. Woche 2021 2 Wochen (insgesamt 9) | 9                                      | Yuri Nr5                                       | São Paulo | –                         |

## Alben
| ← 2019 ← | Liste der Nummer-eins-Hits in Portugal | Liste der Nummer-eins-Hits in Portugal | Liste der Nummer-eins-Hits in Portugal | 2021 →                    |
| \| Zeitraum \| Wo. ges. \| Interpret \| Titel \| Zusätzliche Informationen \| \| (Zeitraum, Wochen auf Platz eins, Interpret, Titel, zusätzliche Informationen) \| \| \| \| \| \| ------------------------------------------------------------------------------ \| -------- \| ---------------------------------- \| ---------------------------------- \| ------------------------- \| \| 1.–2. Woche 2 Wochen (insgesamt 4) \| 4 \| Xutos & Pontapés \| 40 anos a dar no duro \| – \| \| 3. Woche 1 Woche \| 1 \| Selena Gomez \| Rare \| – \| \| 4. Woche 1 Woche \| 1 \| Camané & Mário Laginha \| Aqui está-se sossegado \| – \| \| 5. Woche 1 Woche \| 1 \| Noble \| Honey \| – \| \| 6. Woche 1 Woche \| 1 \| Louis Tomlinson \| Walls \| – \| \| 7. Woche 1 Woche \| 1 \| Calema \| Yellow \| – \| \| 8. Woche 1 Woche \| 1 \| Tame Impala \| The Slow Rush \| – \| \| 9.–10. Woche 2 Wochen \| 2 \| Rodrigo Leão \| O método \| – \| \| 11. Woche 1 Woche (insgesamt 6) \| 6 \| BTS \| Map of the Soul: 7 \| – \| \| 12.–13. Woche 2 Wochen \| 2 \| Bispo \| Mais Antigo \| – \| \| 14.–17. Woche 4 Wochen \| 4 \| Pearl Jam \| Gigaton \| – \| \| 18.–21. Woche 4 Wochen (insgesamt 6) \| 6 \| BTS \| Map of the Soul: 7 \| – \| \| 22. Woche 1 Woche \| 1 \| Clã \| Véspera \| – \| \| 23. Woche 1 Woche \| 1 \| Lady Gaga \| Chromatica \| – \| \| 26.–27. Woche 2 Wochen \| 2 \| Bob Dylan \| Rough and Rowdy Ways \| – \| \| 28. Woche 1 Woche (insgesamt 6) \| 6 \| BTS \| Map of the Soul: 7 \| – \| \| 29.–30. Woche 2 Wochen (insgesamt 5) \| 5 \| Fernando Daniel \| Presente \| – \| \| 31. Woche 1 Woche \| 1 \| Amália Rodrigues \| Amália em Paris \| – \| \| 32. Woche 1 Woche (insgesamt 5) \| 5 \| Fernando Daniel \| Presente \| – \| \| 33. Woche 1 Woche \| 1 \| BTS \| Map of the Soul: 7 ~ The Journey ~ \| – \| \| 34. Woche 1 Woche (insgesamt 5) \| 5 \| Fernando Daniel \| Presente \| – \| \| 35. Woche 1 Woche (insgesamt 2) \| 2 \| Harry Styles \| Fine Line \| – \| \| 36.–37. Woche 2 Wochen \| 2 \| Metallica & San Francisco Symphony \| S&M2 \| – \| \| 38. Woche 1 Woche \| 1 \| Marilyn Manson \| We Are Chaos \| – \| \| 39. Woche 1 Woche \| 1 \| Os Quatro e Meia \| O tempo vai esperar \| – \| \| 40. Woche 1 Woche \| 1 \| Samuel Úria \| Canções do pós-guerra \| – \| \| 41. Woche 1 Woche \| 1 \| Roger Waters \| Us + Them \| – \| \| 42. Woche 1 Woche \| 1 \| Panda e Os Caricas \| Na quinta \| – \| \| 43. Woche 1 Woche \| 1 \| Matt Berninger \| Serpentine Prison \| – \| \| 44.–46. Woche 3 Wochen \| 3 \| Bruce Springsteen \| Letter to You \| – \| \| 47. Woche 1 Woche \| 1 \| AC/DC \| Power Up \| – \| \| 48. Woche 1 Woche (insgesamt 2) \| 2 \| BTS \| Be \| – \| \| 49.–52. Woche 4 Wochen \| 4 \| Mariza \| Mariza canta Amália \| – \| \| 53. Woche 1 Woche \| 1 \| Taylor Swift \| Evermore \| – \| |                                        |                                        |                                        |                           |
| ← 2019 |                                        |                                        |                                        | → 2021 →                  |
| Zeitraum | Wo. ges.                               | Interpret                              | Titel                                  | Zusätzliche Informationen |
| (Zeitraum, Wochen auf Platz eins, Interpret, Titel, zusätzliche Informationen) |                                        |                                        |                                        |                           |
| 1.–2. Woche 2 Wochen (insgesamt 4) | 4                                      | Xutos & Pontapés                       | 40 anos a dar no duro                  | –                         |
| 3. Woche 1 Woche | 1                                      | Selena Gomez                           | Rare                                   | –                         |
| 4. Woche 1 Woche | 1                                      | Camané & Mário Laginha                 | Aqui está-se sossegado                 | –                         |
| 5. Woche 1 Woche | 1                                      | Noble                                  | Honey                                  | –                         |
| 6. Woche 1 Woche | 1                                      | Louis Tomlinson                        | Walls                                  | –                         |
| 7. Woche 1 Woche | 1                                      | Calema                                 | Yellow                                 | –                         |
| 8. Woche 1 Woche | 1                                      | Tame Impala                            | The Slow Rush                          | –                         |
| 9.–10. Woche 2 Wochen | 2                                      | Rodrigo Leão                           | O método                               | –                         |
| 11. Woche 1 Woche (insgesamt 6) | 6                                      | BTS                                    | Map of the Soul: 7                     | –                         |
| 12.–13. Woche 2 Wochen | 2                                      | Bispo                                  | Mais Antigo                            | –                         |
| 14.–17. Woche 4 Wochen | 4                                      | Pearl Jam                              | Gigaton                                | –                         |
| 18.–21. Woche 4 Wochen (insgesamt 6) | 6                                      | BTS                                    | Map of the Soul: 7                     | –                         |
| 22. Woche 1 Woche | 1                                      | Clã                                    | Véspera                                | –                         |
| 23. Woche 1 Woche | 1                                      | Lady Gaga                              | Chromatica                             | –                         |
| 26.–27. Woche 2 Wochen | 2                                      | Bob Dylan                              | Rough and Rowdy Ways                   | –                         |
| 28. Woche 1 Woche (insgesamt 6) | 6                                      | BTS                                    | Map of the Soul: 7                     | –                         |
| 29.–30. Woche 2 Wochen (insgesamt 5) | 5                                      | Fernando Daniel                        | Presente                               | –                         |
| 31. Woche 1 Woche | 1                                      | Amália Rodrigues                       | Amália em Paris                        | –                         |
| 32. Woche 1 Woche (insgesamt 5) | 5                                      | Fernando Daniel                        | Presente                               | –                         |
| 33. Woche 1 Woche | 1                                      | BTS                                    | Map of the Soul: 7 ~ The Journey ~     | –                         |
| 34. Woche 1 Woche (insgesamt 5) | 5                                      | Fernando Daniel                        | Presente                               | –                         |
| 35. Woche 1 Woche (insgesamt 2) | 2                                      | Harry Styles                           | Fine Line                              | –                         |
| 36.–37. Woche 2 Wochen | 2                                      | Metallica & San Francisco Symphony     | S&M2                                   | –                         |
| 38. Woche 1 Woche | 1                                      | Marilyn Manson                         | We Are Chaos                           | –                         |
| 39. Woche 1 Woche | 1                                      | Os Quatro e Meia                       | O tempo vai esperar                    | –                         |
| 40. Woche 1 Woche | 1                                      | Samuel Úria                            | Canções do pós-guerra                  | –                         |
| 41. Woche 1 Woche | 1                                      | Roger Waters                           | Us + Them                              | –                         |
| 42. Woche 1 Woche | 1                                      | Panda e Os Caricas                     | Na quinta                              | –                         |
| 43. Woche 1 Woche | 1                                      | Matt Berninger                         | Serpentine Prison                      | –                         |
| 44.–46. Woche 3 Wochen | 3                                      | Bruce Springsteen                      | Letter to You                          | –                         |
| 47. Woche 1 Woche | 1                                      | AC/DC                                  | Power Up                               | –                         |
| 48. Woche 1 Woche (insgesamt 2) | 2                                      | BTS                                    | Be                                     | –                         |
| 49.–52. Woche 4 Wochen | 4                                      | Mariza                                 | Mariza canta Amália                    | –                         |
| 53. Woche 1 Woche | 1                                      | Taylor Swift                           | Evermore                               | –                         |